# Werner Jostmeier

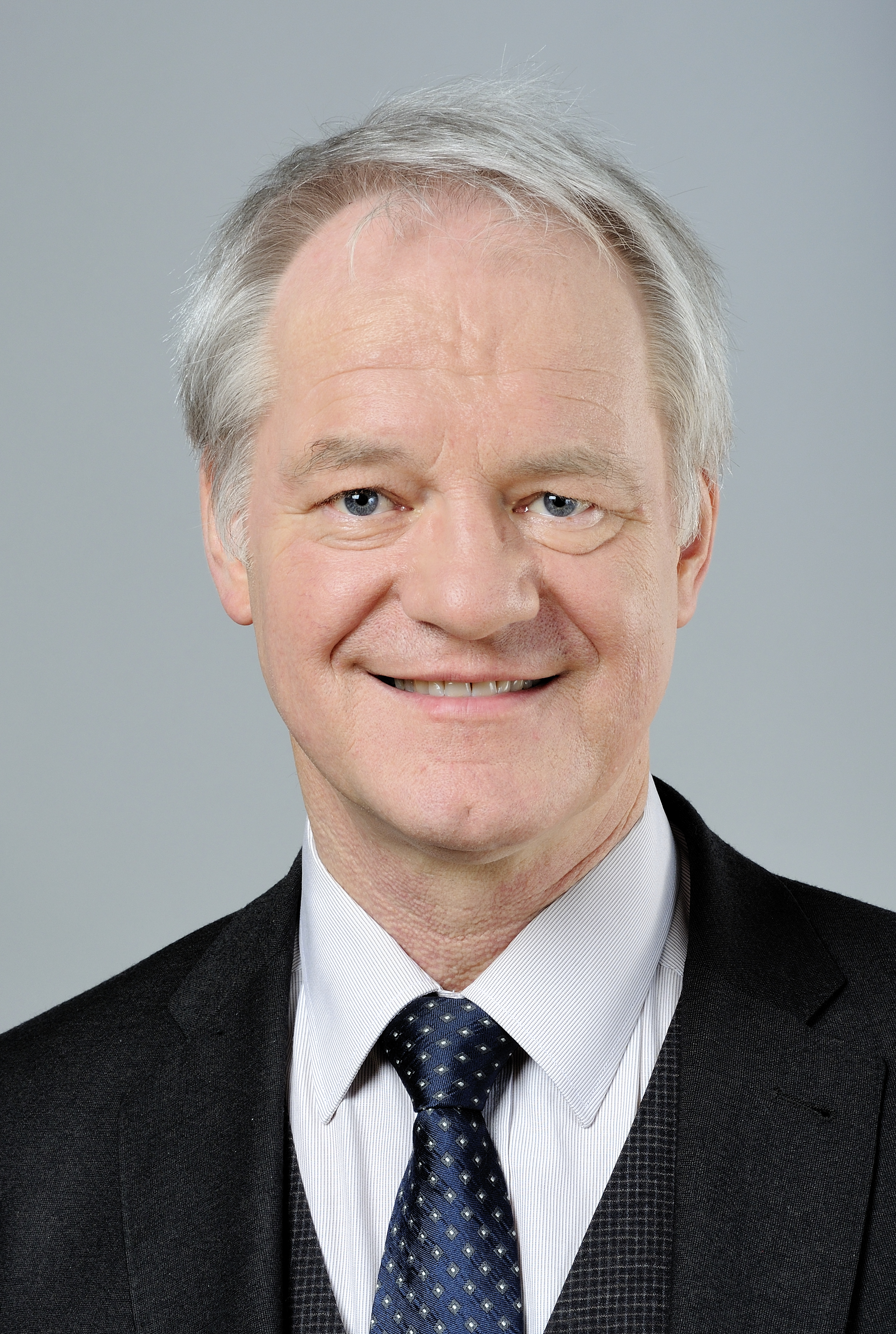
Werner Jostmeier (2013)

Werner Jostmeier (* 21. August 1950 in Dülmen) ist ein deutscher Politiker (CDU). Er war von 1995 bis 2017 Abgeordneter des Landtags von Nordrhein-Westfalen und seit 2016 Honorarkonsul der Republik Bulgarien.

## Leben
Nach dem Erwerb der Fachschulreife 1967 und Lehre als Landmaschinenmechaniker und Schmied erwarb Jostmeier 1970 auf dem zweiten Bildungsweg das Abitur. Es folgte das Studium der Rechts- und Staatswissenschaft, Volkswirtschaft und Geschichte an der Westfälischen Wilhelms-Universität in Münster, das er 1979 mit dem ersten juristischen Staatsexamen und 1982 mit dem zweiten juristischen Staatsexamen abschloss.
Während er von 1982 bis 1987 nebenberuflich den elterlichen Handwerksbetrieb leitete, trat er 1983 in den Dienst der Deutschen Bundespost, wo er bis 1987 als Referatsleiter Zivile Verteidigung bei der Direktion Münster und bis 1988 als Abteilungsleiter Personal im Postamt Osnabrück arbeitete. 1988 wechselte er bis 1990 als NATO-Referent ins Bundespostministerium nach Bonn. 1991 bis 1995 arbeitete er als Fachbereichsleiter Personal bei der Telekom in Bonn und danach bis 2002 als Leiter des Dienstleistungszentrums Personal der Deutschen Telekom AG in Münster.
Für seine Verdienste um die kirchliche und verbandliche Jugendarbeit, das ehrenamtliche und kommunale Engagement vor Ort und seinen Einsatz für das heimatliche Schützen- und Vereinswesen wurde Jostmeier im April 2005 vom Bundespräsidenten mit dem Bundesverdienstkreuz ausgezeichnet, verliehen durch den Präsidenten des Landestages von Nordrhein-Westfalen.
Jostmeier ist Vater von vier Söhnen und lebt in Dülmen-Welte.

## Politik
Jostmeier ist seit 1972 Mitglied der CDU. Von 1987 bis 2003 war er stellvertretender Vorsitzender des CDU-Kreisverbandes Coesfeld, von 2003 bis 2011 Kreisvorsitzender. Von 1991 bis 2007 war er auch stellvertretender Vorsitzender des CDU-Bezirksverbandes Münsterland. Von 1989 bis 1996 war er Mitglied des Kreistages Coesfeld, zunächst Vorsitzender des Jugendhilfeausschusses, nach der Kommunalwahl 1994 Vorsitzender des Wirtschaftsförderungs- und Finanzausschusses. Vorsitzender des Kreisverbandes Münster der Europa-Union Deutschland war er von 2007 bis 2014.
Seit 1995 war Jostmeier Mitglied des Landtags von Nordrhein-Westfalen und wurde bei den Landtagswahlen 2000, 2005, 2010 und 2012 jeweils mit weit über 50 Prozent der Erststimmen für den Landtagswahlkreis Coesfeld II erneut direkt ins Landesparlament gewählt. Er war Vorsitzender des Haupt- und des Europaausschusses, 2000–2010 Gründer und Vorsitzender der Deutsch-Baltischen Parlamentariergruppe und vertrat das Land NRW von 2005 bis 2012 im Ausschuss der Regionen der Europäischen Union in Brüssel; 2008 wählten ihn dort die Bundesländer bis zum Ende der Mandatsperiode 2012 auch einstimmig zum Leiter der deutschen Delegation. Zudem hatte Jostmeier die Sprecherfunktion zur Übertragung des Verfassungsvertrages von Lissabon auf den Ausschuss der Regionen inne.
Im Landtag NRW war er Sprecher der CDU-Fraktion im Hauptausschuss, Sprecher der CDU-Landtagsabgeordneten des Münsterlandes, ab 2010 Vorsitzender der Parlamentariergruppe NRW-Polen, stellvertretendes Mitglied in der Verfassungskommission sowie stellvertretender Vorsitzender des Wahlprüfungsausschusses. Beauftragter der CDU-Fraktion NRW für Vertriebene, Spätaussiedler und deutsche Minderheiten war er von 2010 bis 2017. Werner Jostmeier ist Mitglied im Vorstand der Europäischen Volkspartei (EVP) in Brüssel und seit 2015 Mitglied im Landes- und im Bundesvorstand der Ost- und Mitteldeutschen Vereinigung der CDU (OMV).
Im Jahr 2013 sorgte Jostmeier für Aufmerksamkeit, da er 2011 auf seiner Homepage berichtet hatte, dass Vitali Klitschko „von der Konrad-Adenauer-Stiftung damit beauftragt ( wurde...) in der Ukraine eine christlich-konservative Partei (...) zu etablieren“, was dieser dann auch tat. 2010 gründete Klitschko die Partei UDAR.
Für die Landtagswahl 2017 kandidierte Jostmeier nicht erneut.
Seit 2016 ist Werner Jostmeier Honorarkonsul der Republik Bulgarien für das Land Nordrhein-Westfalen mit Sitz in der Handwerkskammer Münster.
2017 wurde Werner Jostmeier im Rahmen des Karlspreises mit dem „Polonicus-Preis“ der europäischen Polonia für seine besonderen Beiträge zum Deutsch-Polnischen Dialog und als langjähriger Vorsitzender der Parlamentariergruppe Polen-NRW ausgezeichnet – gemeinsam mit Friedensnobelpreisträger Lech Wałęsa.

### Sonstiges ehrenamtliches Engagement
- Mitglied im Landesvorstand NRW der Ost- und Mitteldeutsche Vereinigung der CDU/CSU (OMV) und im OMV-Bundesvorstand
- Vorsitzender des Fördervereins der Christophorus-Kliniken im Kreis Coesfeld
- Mitglied im Kuratorium des Instituts für europäische Partnerschaften und internationale Zusammenarbeit (IPZ) in Hürth
- Mitglied im Verwaltungsrat des Verein für Deutsche Kulturbeziehungen im Ausland e. V. (VdA)
- Mitglied im Kuratorium des Internationalen Bildungs- und Begegnungswerk gGmbH in Dortmund (IBB)
- Mitglied im Beirat der Westfalen-Initiative
- Mitglied in der Stiftung „roterkeil.net“ (Netzwerk für Projekte gegen Kinderprostitution)
- Mitglied im Schützenverein Welte und Bürgerschützenverein Dülmen
- Mitglied in der Kolpingfamilie Dülmen
- Mitglied im Heimatverein Welte und Kreisheimatverein Coesfeld